# Listă de fotomodele române
Aceasta este o listă de fotomodele române:
- Melek Amet
- Elena Roxana Azoiței
- Ramona Bădescu
- Elena Băguci, prima româncă apărută în catalogul "Vogue".[1][2][3][4][5]
- Elena Băsescu
- Monica Bîrlădeanu
- Ioana Valentina Boitor
- Cătălin Botezatu
- Lavinia Birladeanu
- Iulia Carstea
- Andreea Diaconu, prima româncă care a intrat în rândul celebrilor îngerași ai la fel de celebrei companii Victoria's Secret.[6][7][8][9][10][11][12][13]
- Diana Dondoe [14][15]
- Mădălina Drăghici

- Monica Gabor
- Mădălina Ghenea
- Ioana Ghiran [16]

- Antonia Iacobescu

- Ileana Lazariuc
- Lavinia Ichim
- Irina Lăzăreanu [17][18][19][20]
- Lora (cântăreață)

- Tatiana Marinescu
- Catrinel Menghia
- Diana Moldovan

- Lavinia Pârva
- Valentina Pelinel
- Larisa Popa
- Anamaria Prodan
- Alina Pușcău

- Dana Săvuică
- Simona Sensual
- Victor Slav
- Laura Stone, primul model din România care a reușit să se impună în industria modei italiene, imediat după Revoluție.[21][22][23]

- Eugenia Ștefan (Janine) [24][25][26]

- Alina Văcariu
- Ana Rusiniuc model, designer si intreprinzator

## Modelul israeliene de origine română-evreiasca
- May Akerman, Elite Model Look Israel 2003
- Zafrir Ben zvi, Mister World Israel 1996
- Atara Barzilay, Miss Israel 1957
- Michaela Bercu
- Steve Bond
- shunit faragi, Miss Univers Israel 2008
- Sagi Kalev
- Sivan Klein, Miss Israel 2003
- Sapir Koffmann, Miss Israel 1984
- Yair Marton
- Rina Messinger, Miss Univers 1976
- Aviva Pe’er, Miss Israel 1954
- Hani Perry
- Zehava Vardi, Miss Israel 1977
- Dana Wexler, Miss Israel 1981
- Miri Zamir, Miss Israel 1968
- Renne Perle (Renadi Parlea), primul fotomodel profesionist din istoria omenirii.[27][28]